# Рын
Рын (пол. Ryn, нем. Rhein) — город в Польше, входит в Варминьско-Мазурское воеводство, Гижицкий повят. Имеет статус городско-сельской гмины. Занимает площадь 4,09 км². Население — 3062 человека (на 2004 год).

## История
Рын — это небольшой (около 3000 жителей) обаятельный мазурский городок, живописно расположенный на перекрёстке двух озёр: закрытого, объявленного зоной тишины озера Олув, и соединённого с Великими мазурскими озёрами — озера Рыньского. Над городом возвышается замок Тевтонского ордена XIV века, где в 1393—1524 годах размещалась штаб-квартира комтурии. Одним из первых тевтонских командиров в рыньском замке был Конрад Валленрод, впоследствии Великий магистр Тевтонского ордена, ставший заглавным героем поэтической повести Адама Мицкевича. Окрестности Рына славятся красотой. С июля 2006 года в замке находится комфортабельный отель.

## Фотографии

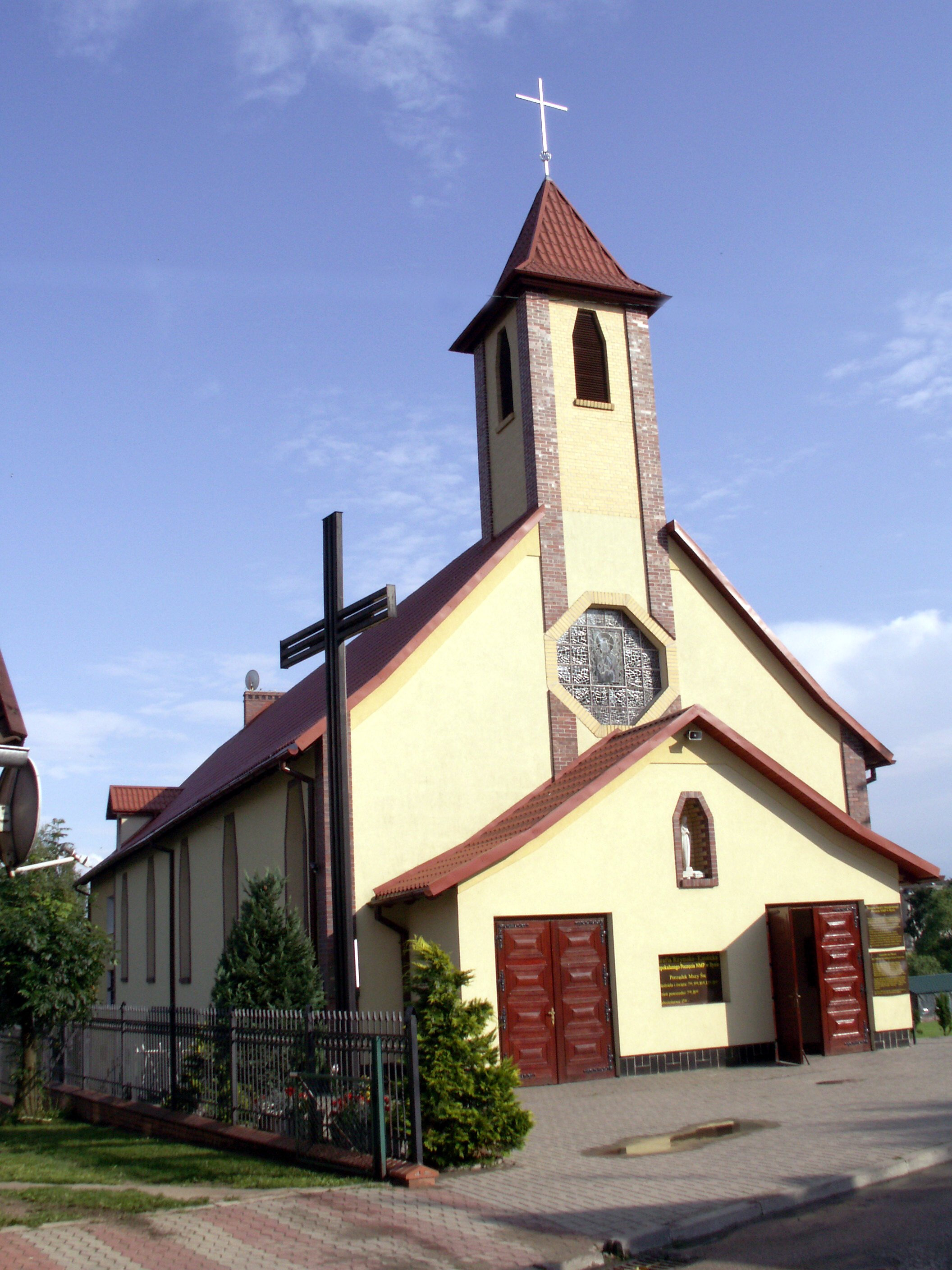
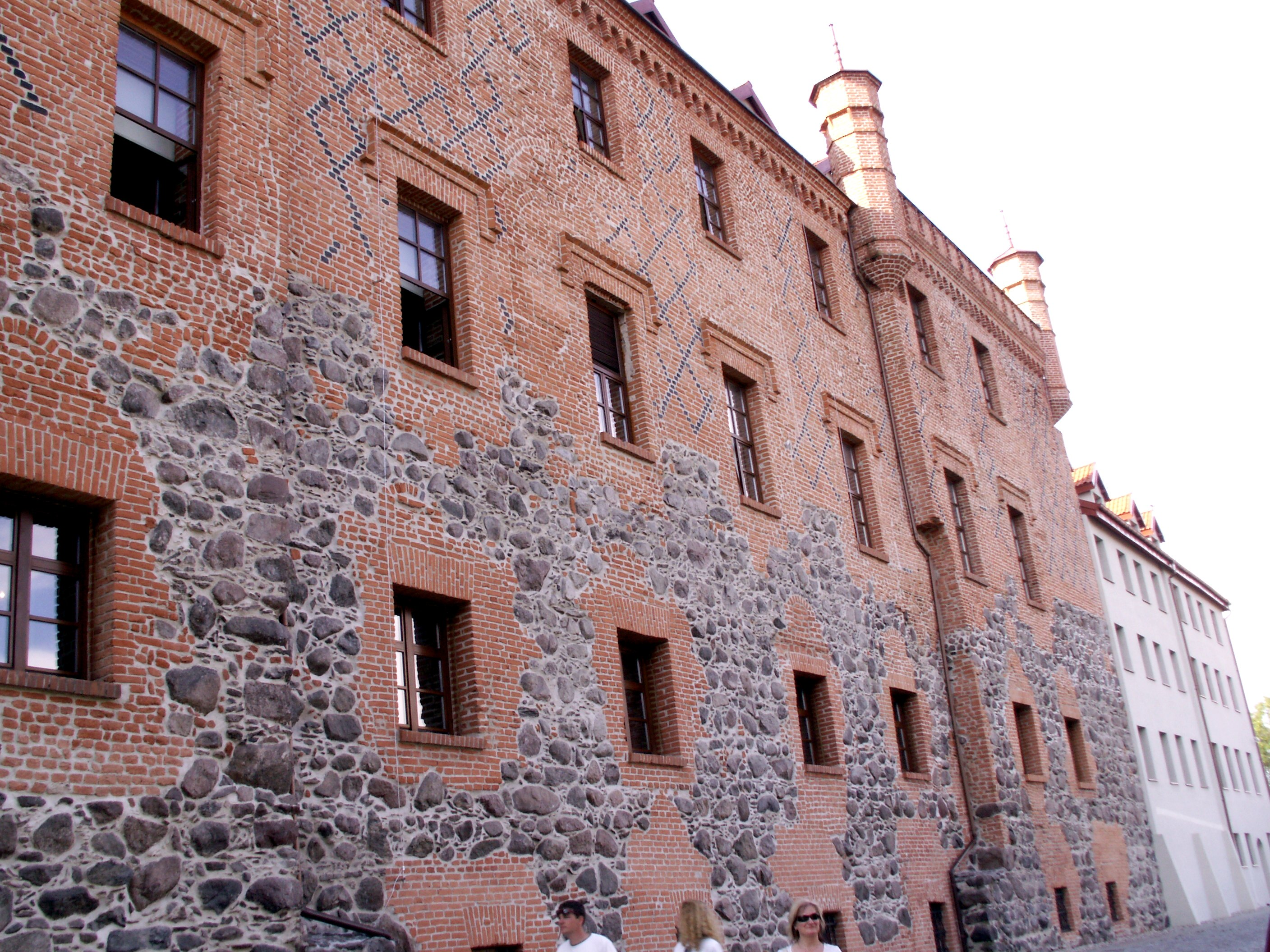
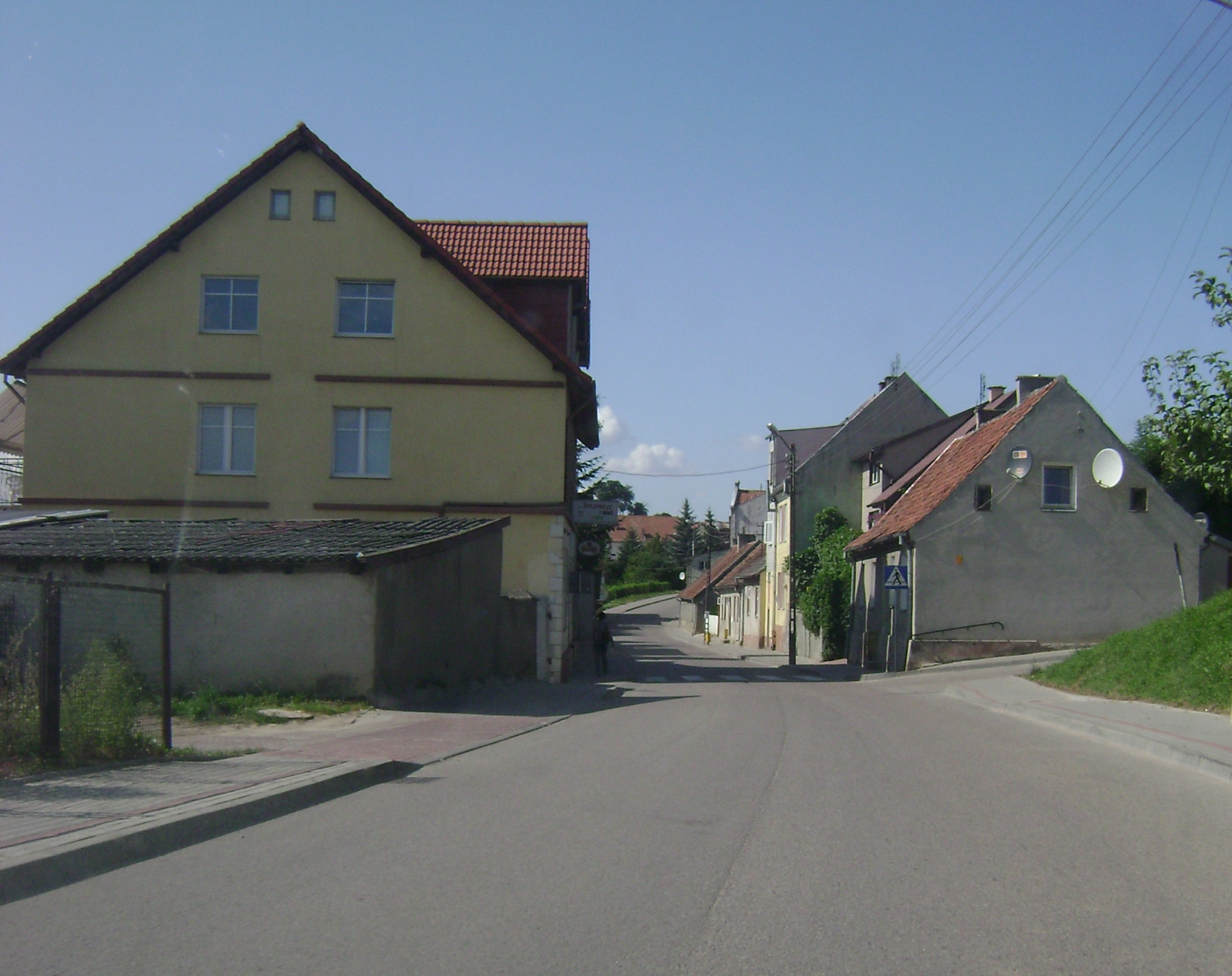
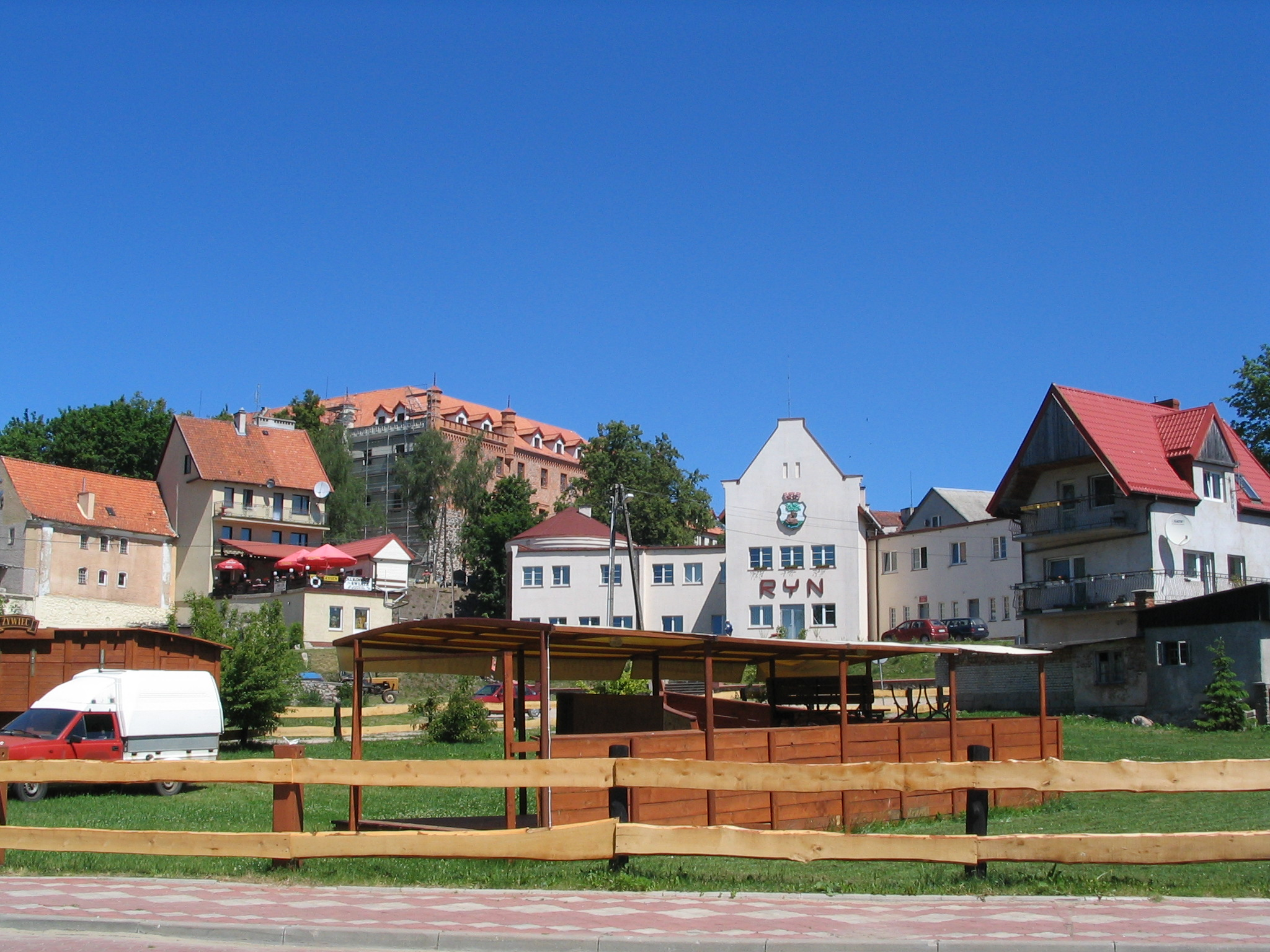
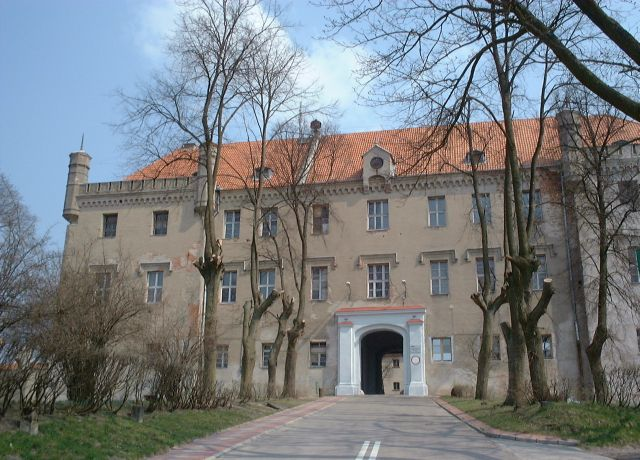
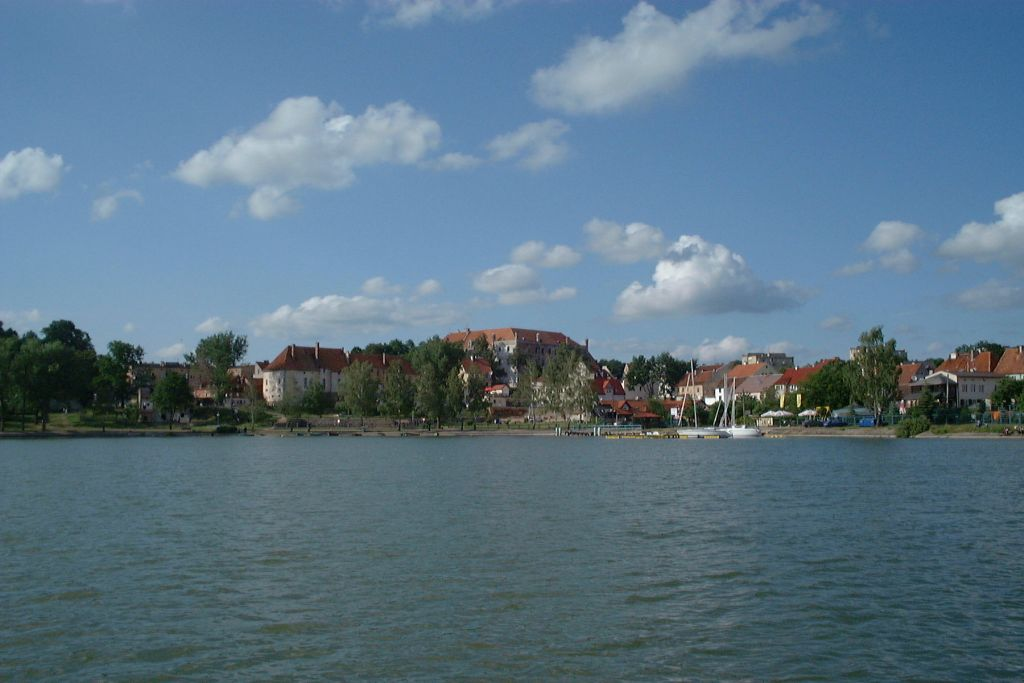
Костёл